# Walis Nokan
Walis Nokan (* 22. srpna 1961Tchaj-čung, Tchaj-wan) je tchajwanský spisovatel, básník, kritik, novinář a aktivista. Je autorem básní, povídek, esejů, novinářských článků a kritických statí. Zasazuje se o vzdělávání a šíření kulturního a literárního dědictví domorodého obyvatelstva na Tchaj-wanu.

## Život a dílo
Narodil se v domorodém kmeni Atayal, Mihu v severní části středního Tchaj-wanu. Nejprve používal domorodé jméno Walis Youkan, které později změnil na Walis Nokan. Další alternativ jména Walisi Yougan, Walisi Nuogan, Warisu Nokan. Jeho čínské jméno zní Wu Jun-jie, dříve používal také pseudonym Liou Ao. Po ukončení školní docházky v roce 1980 sloužil v armádě. Vystudoval National Taichung University of Education v Tchaj-čungu, působil jako učitel na základní, později i na vysoké škole. V současné době se věnuje především své tvorbě a organizuje kurzy tvůrčího psaní.
V osmdesátých letech začal oživovat původní kmenové tradice a rozvíjet tvorbu domorodých obyvatel Tchaj-wanu. V roce 1990 založil s manželkou dvouměsíčník Hunter Culture, který se věnoval kultuře domorodých obyvatel. Na svou kulturní a vzdělávací činnost navázal později prací v Humanitním výzkumné centru původního obyvatelstva Tchaj-wanu.
Je nositelem řady ocenění a vyznamenání. V roce 2011 získal za Školu malých básní Wu Čuo-liouovu literární cenu, ve stejném roce obdržel hlavní cenu kritiků United Daily News v kategorii esej.
Sbírá a uchovává vzpomínky současných i minulých generací domorodého obyvatelstva, upozorňuje  na dopady asimilační čínské politiky i vlivy moderní společnosti.
V češtině vyšly v roce 2021 v rámci vydání komentované antologie tchajwanské literatury Vzpomínky a sny na obratníku Raka, připravené českými sinology ve spolupráci s Národním muzeem tchajwanské literatury v Tchaj-wanu, dvě eseje ze sbírky Čtení na sedm dní. V roce 2022 vyšla kniha esejí Čtení na sedm dní.

## Česky vydané knihy
- Čtení na sedm dní, 2022[3]
- Vzpomínky a sny na obratníku Raka: výbor moderní tchajwanské prózy: sbírka doplněná odbornými komentáři, 2021 (spoluautor)[4]